# Neocranaus armatissimus
Neocranaus armatissimus is een hooiwagen uit de familie Cranaidae.